# دریای لاکادیو
دریای لاکادیو یا دریای لاکشادویپ (به مالایالم: ലക്ഷദ്വീപ കടല്‍) واقع در اقیانوس هند بخشی از هند (شامل جزایر لاکشادویپ)، مالدیو و سری لانکاست که در غرب کرالا قرار دارد. این دریا ۷۸۶٬۰۰۰ کیلومتر مربع مساحت داشته و میانگین عمق آن ۱٬۹۲۹ متر و حداکثر ژرفای آن ۴٬۱۳۱ متر است. آب‌های دریای لاکادیو گرم بوده و درجه حرارت آن تقریباً در طول سال ثابت است به‌طوری‌که در تابستان میانگین دمای آن ۲۶–۲۸ درجهٔ سانتی‌گراد و در زمستان ۲۵ درجهٔ سانتی‌گراد است. شوری آب آن در مرکز و بخش‌های شمالی ۳۴ در هزار بوده و در جنوب به ۳۵ در هزار می‌رسد. سواحل دریای لاکادیو ماسه‌ای است اما بخش‌های ژرف‌تر آن از گل و لای پوشیده شده‌است. این دریا همچنین از نظر زیست دریایی غنی بوده و تنها در خلیج منار ۳٬۶۰۰ گونه وجود دارد.